# 川东碘泡虫
川东碘泡虫（学名：Myxobolus chuantungensis）为碘泡科碘泡虫属的动物。在中国，分布于四川等，营寄生生活，寄生在白甲鱼的肾、输尿管、膀胱。